# Orbiting Solar Observatory
Orbiting Solar Observatory (OSO) war die Bezeichnung einer Serie von neun Satelliten der NASA zur Erforschung der Sonne, von denen zwischen 1962 und 1975 acht erfolgreich mit Delta-Raketen gestartet wurden. Ihre Startmasse und wissenschaftliche Ausrüstung nahm mit der Einführung immer stärkerer Deltaraketen zu. Ihre primäre Aufgabe war die Beobachtung der Sonne über einen ganzen Sonnenfleckenzyklus von etwa 11 Jahren Dauer im UV- und Röntgenlicht.

## Aufbau von OSO 1 bis 6 und C

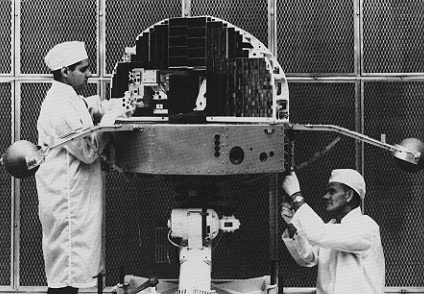
Der OSO-4-Satellit

Die Satelliten OSO 1 bis 6 (der fehlgestartete Satellit behielt den Buchstaben aus der Projektphase) hatten denselben Aufbau und bestanden aus einem flachen, achteckigen Prisma. Von diesem gingen in der Querebene drei um jeweils um 120° zueinander versetzte Beine aus, an deren Ende sich jeweils ein kugelförmiger Druckgastank mit kleinen Düsen befand, der zur Kontrolle des Dralls des Hauptkörpers dienten. Der gesamte Hauptkörper, mit den Auslegern, rotierte zur Stabilisation um seine Längsachse. Auf der Oberseite des Zylinders befand sich ein quer über die gesamte Breite des Zylinders gehendes halbkreisförmiges Schild, das nicht mitrotierte und immer auf die Sonne gerichtet war. Es trug die Solarzellen und, unten in seiner Mitte, die auf die Sonne gerichteten Instrumente.

## Aufbau von OSO 7

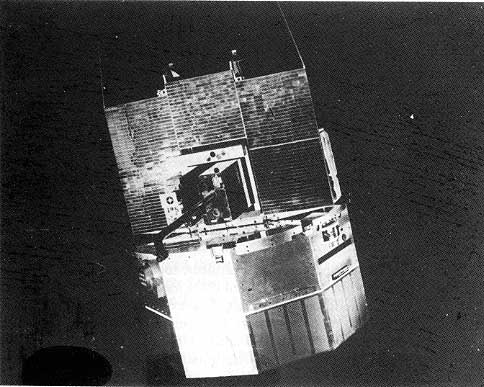
OSO-7

OSO 7 war ein verbessertes Modell, das den grundsätzlichen Aufbau der früheren OSO-Satelliten beibehielt, aber deutlich größer war, so dass mehr Experimente untergebracht werden konnten. Als einziger Satellit der OSO-Reihe hatte er keine Ausleger zur Spinkontrolle.

## Aufbau von OSO 8

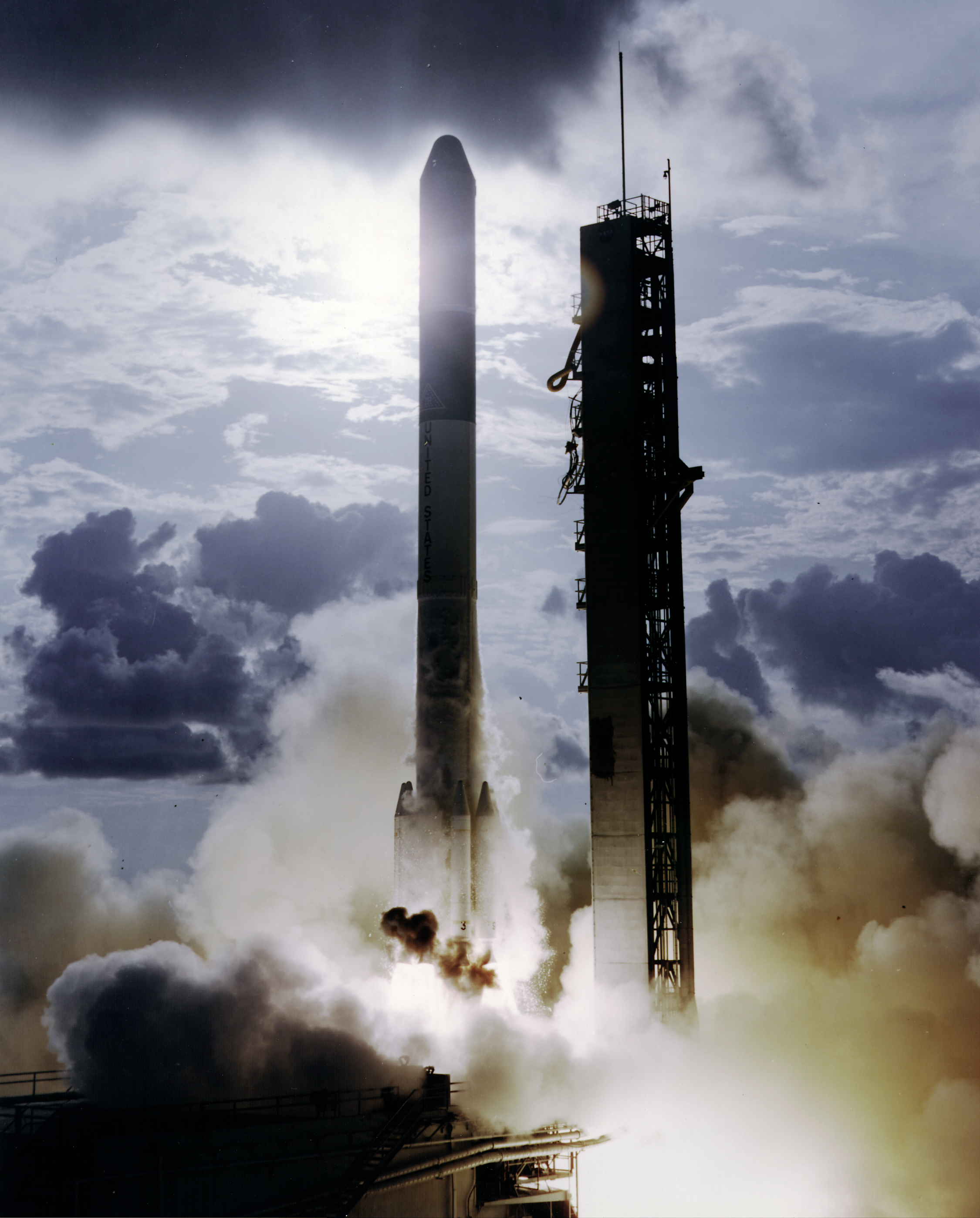
OSO 8 startete mit der 112. Deltarakete am 21. Juni 1975 in Cape Canaveral

OSO 8 wurde mit einer wesentlich stärkeren Delta-Rakete (Delta 1910) gestartet als die Vorgängersatelliten. Diese Raketenversion stellte außerdem deutlich mehr Raum für die Nutzlast zur Verfügung. OSO 8 war deshalb nicht nur deutlich schwerer, sondern auch bedeutend größer als seine Vorgänger.

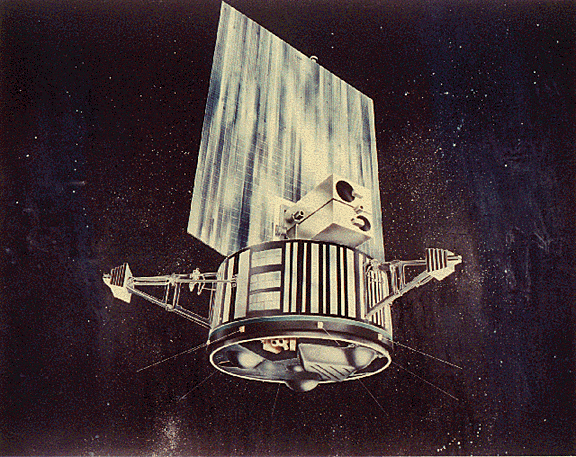
Zeichnung von OSO 8 in der Erdumlaufbahn

OSO 8 bestand aus einem flachen Zylinder. Von diesem gingen in der Querebene drei um jeweils um 120° zueinander versetzte Beine aus, an deren Ende sich jeweils ein Kasten mit kleinen Steuerungsdüsen befand. Der gesamte Zylinder mit den Auslegern rotierte zur Stabilisation um seine Längsachse. Auf der Oberseite des Zylinders befand sich ein über die breite des Zylinders hinausgehendes, rechteckiges, segelförmiges Schild, das wesentlich höher als breit ist. Es rotierte nicht mit und war immer auf die Sonne ausgerichtet. Es trug die Solarzellen und unten in seiner Mitte die auf die Sonne gerichteten Instrumente.

## Ergebnisse
Die OSO-Satelliten entdeckten u. a. die koronalen Löcher der Sonne, die besonders starke Quellen des Sonnenwindes sind. Während sich die Satelliten über der Nachtseite der Erde befanden, wurden sie zur Beobachtung von Galaxien und Doppelsternen eingesetzt.